# لاور شیخ
لاور شیخ، روستایی در دهستان کوخرد بخش کوخردهرنگ شهرستان بستک در استان هرمزگان ایران است.

## موقعیت
در ارتفاع ۹۴۵ متری کوه لاور محوطه‌ای است که آن را لاور می‌گویند. لاور به جایی گفته می‌شود که از سمتهای مختلف آب باران به سویش سرازیر می‌شود و از یک گوشه خارج می‌گردد. ↵در جلگه‌ای به مسافت ۳x۳ کیلومتر تعداد تقریبی ۷۰۰ اصله نخل دیم و (۳۳) باب↵آب‌انبار (برکه) دارد. نخل دیم هم در آغاز کاشت با آب برکه آبیاری می‌گردد، زیرا در لاور چشمه وجود ندارد.

## محدوده لاور شیخ
از شمال کوه و پر کَلاتُو، از جنوب راه شوسه و نخلستان لاور، از مغرب کوه لاور، و از سمت مشرق به درواه محدود می‌گردد…

## صنعتگران در لاور
در لاور صنعت گران ماهری بوده و هستند، و ابزارهایی مانند چاقو، قفل، گلیم بافی و انگشتر نقره نیز می‌سازند.
لاور محل سکونت مشایخ بسیار محترم مدنی است که مورد احترام خاص وعام بوده و هستند.

## مشایخ مدنی و لاور شیخ
نخستین شخص از مشایخ مدنی که وارد لاور شده (شیخ محمد بن شیخ راشد مدنی) بن شیخ مصطفی بن شیخ حسن مدنی بوده، ایشان از روستای شناس نزدیک بندر لنگه) به روستای لاور رفته و در آنجا اقامت گزیده‌است، از اینرو روستای لاور علیا (لاور شیخ) نیز نامیده می‌شود.
مشایخ مدنی از تبار (شیخ حسن مدنی) هستند که در سده دوازدهم هجری قمری از مدینه به سوی فارس مهاجرت کرد.

## شمد لاوری
شیخ محمد لاوری مشهور به شمد لاوری یکی از نواده‌های شیخ حسن مدنی، جوانی دلیر شجاع وبی باک بود که در سراسر منطقه جنوب معروف بود. همیشه پاشنه کشیده و مسلح ظاهر می‌شد.
برای کسب اطلاع بیشتر در مورد لاور و مشایخ مدنی می‌توانند به کتاب شیخ محمد نور مدنی مراجعت کنند.
روستای لاور شیخ «لاور علیا» در ۲۹ کیلومتری شمال شرقی دهستان کوخرد قرار دارد…

## جمعیت
بر پایه سرشماری عمومی نفوس و مسکن در سال ۱۳۹۵، جمعیت این روستا برابر با ۶۵۷ نفر (۱۷۱ خانوار) بوده‌است.